# 仲裁法
仲裁法（ちゅうさいほう、平成15年8月1日法律第138号）は、民事紛争解決のための手続きの一つである仲裁手続に関する日本の法律である。
仲裁手続に関する規定は、現行の民事訴訟法（平成8年法）の制定までは、民事訴訟法（旧民事訴訟法〈明治23年〉）の一部として規定されていた。その後、旧民事訴訟法の一部を残す形で存続した公示催告手続及ビ仲裁手続ニ関スル法律（明治23年法律第29号、旧民事訴訟法の改正による後身）に規定されていたが、本法の制定により、当該法の仲裁手続に関する部分は法文から削除され、独立した法律により規定されることとなった。

## 構成
- 第1章　総則（第1条―第12条）

法の趣旨（第1条）や「仲裁合意」「仲裁人」「仲裁廷」「主張書面」の定義（第2条）、法の適用範囲（第3条）、その他仲裁手続における裁判所の関与のあり方、民事訴訟法の準用や最高裁判所規則への委任など、総則的な規定が置かれている。
- 第2章　仲裁合意（第13条―第15条）

仲裁合意の対象や方式、仲裁合意の対象となった紛争につき民事訴訟が提起された場合の取り扱いについて規定している。
仲裁合意は、法令に別段の定めがある場合を除いて、当事者が和解することができる民事上の紛争（離婚又は離縁を除く）を対象とする限り有効である（13条1項）。
仲裁合意は書面によってなされなければならない（13条2項）。
- 第3章　仲裁人（第16条―第22条）

仲裁人の数や選任方法、仲裁人の忌避手続や任務の終了原因について規定されている。
- 第4章　仲裁廷の特別の権限（第23条・第24条）

「自己の仲裁権限の有無についての判断」（第23条）、「暫定措置又は保全措置」（第24条）など、仲裁廷の特別の権限について規定されている。
- 第5章　仲裁手続の開始及び仲裁手続における審理（第25条―第35条）

仲裁手続についてのルールに関する諸規定が置かれている。
- 第6章　仲裁判断及び仲裁手続の終了（第36条―第43条）

仲裁判断をする際、又は仲裁手続を終了する際に問題となる処理のルールが規定されている（準拠すべき法、仲裁廷の議事決定方法、和解との関係、仲裁判断書など）。
- 第7章　仲裁判断の取消し（第44条）

仲裁判断に瑕疵がある場合の取消しの方法、手続きにつき規定している。
- 第8章　仲裁判断の承認及び執行決定（第45条・第46条）

仲裁判断は原則として確定判決と同様の効力を有する（第45条第1項、ただし第2項の場合は例外）ことを規定するとともに、その仲裁判断を執行する際の執行決定の手続につき規定している。（第46条）
- 第9章　雑則（第47条―第49条）

仲裁人の報酬、仲裁費用につき規定する。
- 第10章　罰則（第50条―第55条）

仲裁人等については、刑法の収賄罪に相当する規定が置かれている。
- 附則

当分の間の規定として、消費者と事業者の間に成立した仲裁合意の特例及び将来の個別労働関係紛争に関する仲裁合意の禁止が規定されている。
附則3条により、消費者と事業者の間に成立した仲裁合意については、事業者に一方的に有利な仲裁がなされないよう、一定の消費者保護規定がおかれている。
その主な内容として、消費者は自ら仲裁申立人になった場合を除いて仲裁合意を解除できること（2項）、事業者が仲裁申立人になった場合はすべての審理に先立ち口頭審理を開かなければならず、仲裁廷は仲裁に関して消費者に対し一定の事項を記載した書面を送付するとともに、消費者が仲裁合意の解除権を明示的に放棄しない限り、仲裁合意は解除されたものとみなされることになっている。
附則4条により、将来において生ずる個別労働関係紛争についての仲裁合意は無効となる。もっとも、既に生じている紛争について仲裁合意を結ぶことは妨げられていない。